# 입다
입다(공동번역성서, 개신교), 입타(로마가톨릭)(히브리어: יפתח)는 판관기에 등장하는 판관이다. 야이르 다음으로 6년간 재임하였다. 딸을 번제물로 바친 이야기가 주로 기록되어있다. 공동번역성서의 히브리인들에게 보낸 편지에서는 옙타(고대 그리스어: Ιεφθάε)로 적는다.

## 이야기
입다의 이야기는 판관기 10장 6절에서 12장 7절까지의 내용이다. 이스라엘 민족이 다시금 하나님의 눈에 벗어나자, 암몬인들과 불레셋인들이 그들을 억압하고 짓밟았다. 암몬인들이 길르앗을 계속 침범하고 약탈하자, 길르앗의 이스라엘 백성들은 암몬인들을 물리치는 이를 통치자로 삼겠다고 결정한다.
당시 힘이 장사였던 입다는 길르앗에 거주하였고, 길르앗이라는 이름을 가진 아버지가 창녀에게서 낳은 자식으로 기록되어있는데, 이는 아버지의 실제 이름이 길르앗이라기보다 길르앗에 거주하던 누군가를 나타내는 표현이라는 해석도 존재한다. 입다는 이스라엘 민족을 이끌고 암몬인과의 전투에 나서는데, 암몬인들을 이기게 해준다면 그 대가로 그가 집에 도착했을 때 처음으로 마중나온 이를 번제물로 바치겠다고 맹세한다. 그리고 그는 전쟁에서 승리한다.
그러나 그가 집에 도착했을 때 그를 마중나온 것은 그의 딸이었다. 이에 입다는 후회와 눈물 속에 맹세를 수행한다.
이후 입다는 길르앗 사람들을 모아 암몬인과의 전쟁을 원조하지 않은 에브라임 지파 사람들을 공격해 무찌른다. 길르앗 군은 에브라임 지역의 요르단 강 나루를 차지하고 에브라임 사람이 도망치다가 건네달라고 하면, 에브라임 사람이냐고 묻고 아니라고 하면 "쉽볼렛"이라고 말해 보라고 하고 그대로 발음하지 못하고 "십볼렛"이라고 하면 잡아서 요르단강 나루턱에서 죽였다. 이렇게 하여 그 때 죽은 에브라임 사람의 수는 42,000명이라고 기록되어 있다.
이후 입다는 히브리인들에게 보낸 편지 11장 32절에서 다른 판관들과 함께 언급된다.

## 딸의 봉헌

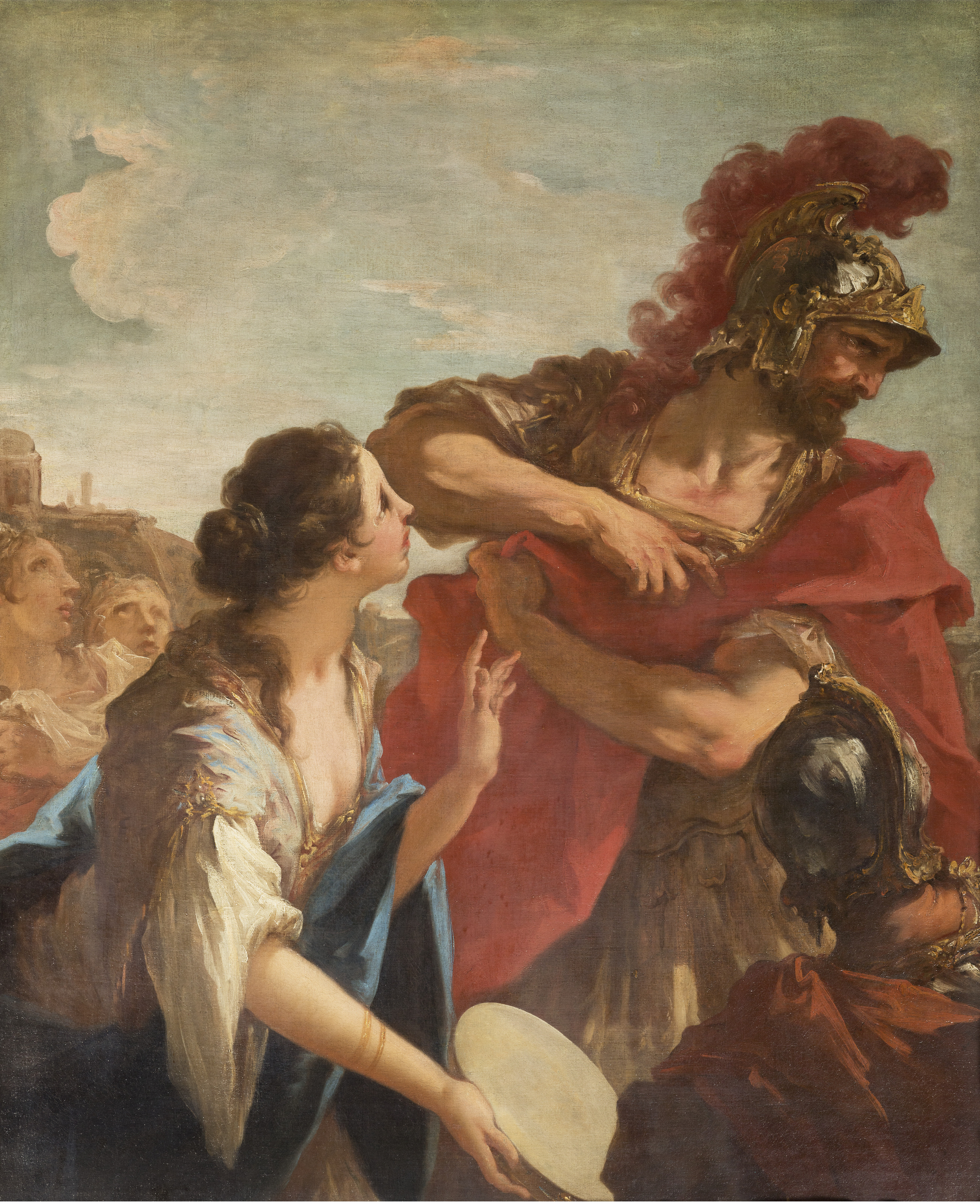
입다의 귀환. 펠레리니 지오반니 안토니오.

입다가 딸을 제물로 바치겠다고 한 것이 이스라엘 민족이 타락한 환경의 영향이라고 하는 주장이 존재한다. 이러한 주장에 따르면, 당시 이스라엘 민족은 모세 율법을 거의 망각했으며, 이와 유사하게 무분별한 맹세가 끔찍한 결과를 가져온 일들이 몇몇 기록되어있다고 한다. 더 나아가, 이방인들과 통혼한 결과 어린아이를 제물로 바치던 풍습이 당시 입다가 맹세하는데 영향을 주었을 것이라는 주장도 있다. 이러한 주장은 딸의 번제를 하나님이 받아들였다고 명시되어있지 않은 점 역시 지적한다. 요한네스 크리소스토무스는 이후 이스라엘 여자들이 이 사건을 슬퍼하는 관습이 생긴 것으로부터, 하나님이 이 사건을 통해 이스라엘 민족에게 무분별한 맹세의 위험을 알려주었다고 보기도 한다. 실제로 성경에 따르면, 하나님이 사람을 번제로 드리라고 명령한 일은 아브라함의 신앙을 시험하려고 명령하신것 외에는 없다. 결국은 앞일을 알지못하는 사람이 하나님께 약속을 드린다는 것은 어리석은 것이라는 교훈을 전달한다는 것이다. 이런 관점은 판관기가 이스라엘 민족이 하나님의 규칙을 저버린 결과 백성들이 타락해가는 과정을 보여준다는 주장에 힘을 실어준다.
구약시대에 대한 위서인 필로의 《성서고대사Liber Antiquitatum Biblicarum》는 입다의 딸의 이름을 세일라Seila라고 전한다. 이 책에서 세일라는 판관기에 비해 더욱 풍부하고 위대하게 묘사되는데, 이에 대해 저자가 세일라를 이사악에 견주며 족장시대의 주요 인물들 만큼의 명예를 과장되게 부여하고 있다는 시각도 존재한다.
탈무드에서는 이런 결과로 인해 입다를 격 낮은 판관으로 간주한다. 미드라시에서는 그가 토라를 읽었더라면 이토록 후회할만한 맹세는 하지 않았을 것이라고 적는다.

### 다른 설화와의 유사점

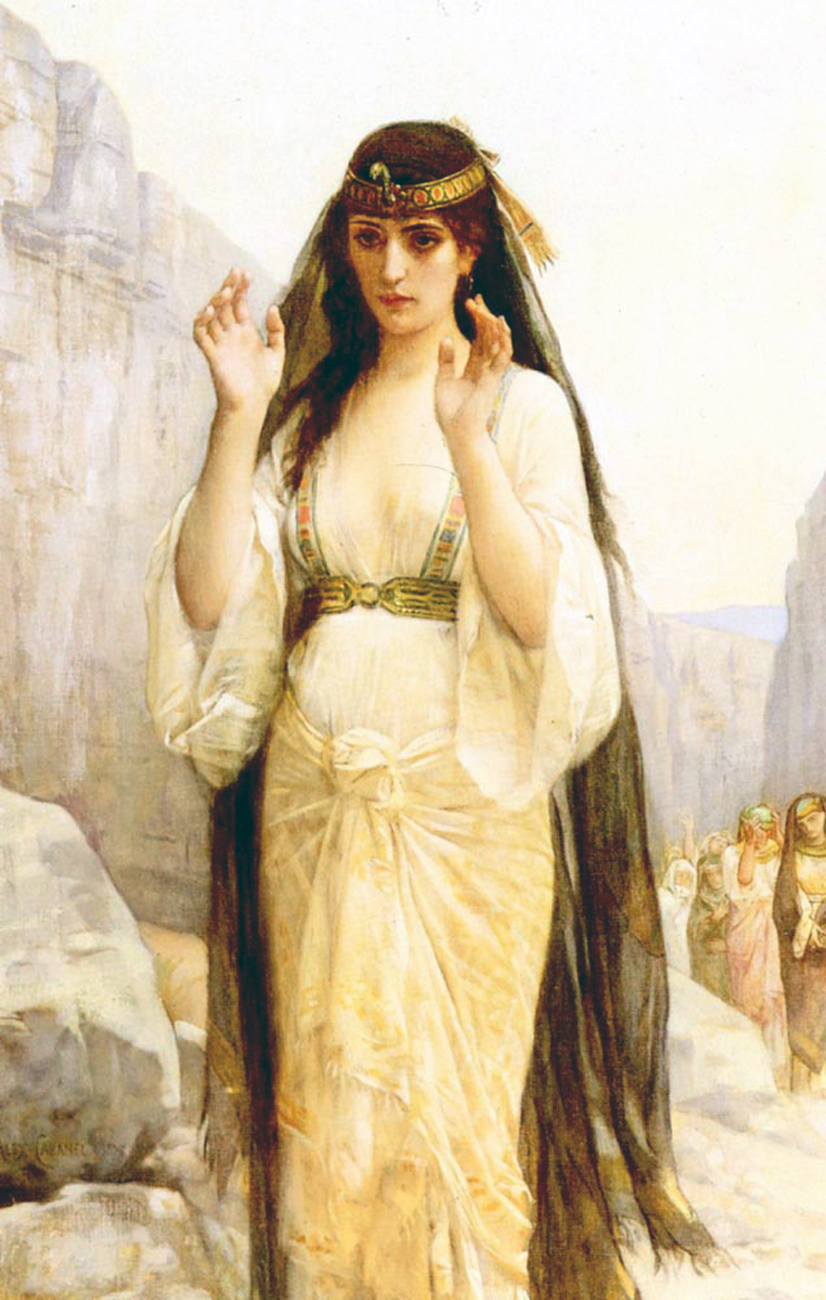
입다의 딸. 알렉상드르 카바넬. 1879.

18세기 프랑스의 철학자 볼테르는 이 이야기가 크레타의 장군 이도메네우스의 이야기와 유사하다는 점을 발견했다. 이도메네우스는 포세이돈에게 폭풍우를 멈추게 해준다면 고향으로 돌아와서 처음 보는 살아있는 것을 포세이돈에게 제물로 바치겠다고 서약했다. 그러자 폭풍우가 걷히고 그는 무사히 고향 크레테로 돌아왔는데, 고향에서 이도메네우스가 처음 본 살아있는 것은 다름 아닌 바로 그의 아들이었다. 이러한 유사점 때문에 볼테르는 두 이야기 중 어느 하나가 다른 하나에 영향을 주었을 것이라고 보았다.
딸을 제물로 바쳤다는 점에서 아가멤논의 딸 이피게네이아의 이야기와도 유사점이 있다. 조지 부캐넌은 이런 점에 주목하여 입다의 딸의 이름을 이피스로 설정했고, 게오르크 프리드리히 헨델 역시 오라토리오 《입다》에서 같은 이름을 사용했다.

## 같이 보기
- 판관 (성경)
- 판관기

## 참고 문헌
- Finkelstein, Israel (2016), 《The Old Jephthah Tale in Judges: Geographical and Historical Considerations》 97, Biblical Studies on the Web

## 외부
- 위키미디어 공용에 입다 관련 미디어 분류가 있습니다.
- Jephthah in Jewish Encyclopedia

| 입다 므나쎄 지파 혹은 갓 지파 |                 |           |
| 이전 야이르                   | 이스라엘의 판관 | 이후 입산 |